# PGC 10077
LEDA/PGC 10077 ist eine Galaxie im Sternbild Perseus am Nordsternhimmel. Sie ist schätzungsweise 481 Millionen Lichtjahre von der Milchstraße entfernt und hat einen Durchmesser von etwa 135.000 Lichtjahren. Vom Sonnensystem aus entfernt sich das Objekt mit einer errechneten Radialgeschwindigkeit von näherungsweise 10.700 Kilometern pro Sekunde.

## Galaktisches Umfeld
| Nr. | Galaxie          | Alternativname            | Rek           | Dek           | Distanz/asec |
| --- | ---------------- | ------------------------- | ------------- | ------------- | ------------ |
| →   | LEDA/PGC 10077   | CGCG 539-072              | 02h39m34.969s | +40d46m37.34s | 0            |
| 1   | LEDA/PGC 2170635 | 2MASX J02393232+4046033   | 02h39m32.34s  | +40d46m03.1s  | 45.70        |
| 2   | NGC 1003         | LEDA/PGC 10052            | 02h39m16.89s  | +40d52m20.3s  | 399.75       |
| 3   | LEDA/PGC 2171184 | 2MASX J02402141+4048200   | 02h40m21.41s  | +40d48m20.2s  | 537.23       |
| 4   | LEDA/PGC 2167752 | 2MASX J02392281+4034032   | 02h39m22.799s | +40d34m03.65s | 766.10       |
| 5   | LEDA/PGC 90627   | WISEA J023836.02+403943.0 | 02h38m35.80s  | +40d39m43.0s  | 790.32       |
| 6   | LEDA/PGC 2169797 | 2MASX J02404244+4042349   | 02h40m42.45s  | +40d42m34.8s  | 805.07       |
| 7   | LEDA/PGC 2170352 | 2MASX J02404737+4044583   | 02h40m47.38s  | +40d44m58.2s  | 828.86       |
| 8   | LEDA/PGC 2167160 | 2MASX J02393747+4031474   | 02h39m37.468s | +40d31m47.86s | 890.21       |